# Torben Rehfeldt
Torben Rehfeldt (* 7. August 1993 in Hamburg) ist ein deutscher Fußballspieler. Er steht bei Blau-Weiß Lohne unter Vertrag und wird bevorzugt in der Innenverteidigung eingesetzt.

## Werdegang
Rehfeldt wurde unter anderem bei Werder Bremen fußballerisch ausgebildet. In der Saison 2014/15 stieg er mit der zweiten Mannschaft Bremens als Meister in die 3. Liga auf. Insgesamt absolvierte der Defensivspieler 116 Pflichtspiele für die Werder-Reserve. Nach zwei Spielzeiten mit Bremen in der 3. Liga wechselte er zur Saison 2017/18 zum Ligakonkurrenten VfR Aalen. In der Drittligasaison 2018/19 stieg Rehfeldt als Stammspieler mit dem Verein in die Regionalliga Südwest ab und verlängerte seinen auslaufenden Vertrag nicht mehr. In der Sommerpause 2019 unterschrieb der Verteidiger einen Zweijahresvertrag beim künftigen Aalener Regionalligakonkurrenten SV Elversberg. Nach zwei Jahren schloss er sich dem SC Weiche Flensburg 08 in der Regionalliga Nord an. Anfang 2025 löste er seinen Vertrag mit dem Verein auf und gab bekannt, ab dem Sommer 2025 für den Ligakonkurrenten Blau-Weiß Lohne zu spielen.

## Erfolge
Werder Bremen II
- Meister der Regionalliga Nord und Aufstieg in die 3. Liga: 2015

SV 07 Elversberg
- Saarlandpokalsieger: 2020